# Núi Rainier
Đây là nơi được cho là lần đầu tiên nhìn thấy đĩa bay từ nhân chứng phi công Kenneth Arnold khi ông ta đang tìm kiếm một máy bay quân sự mất tích. Vào ngày 24 tháng 6 năm 1947.
Núi Rainier là một ngọn núi lửa đang hoạt động. Núi Rainier nằm ở đông nam thành phố Tacoma, Washington, quận Pierce, Washington, tại tiểu bang Washington, Hoa Kỳ. Cách Seatle 54 dặm (87 km) về phía đông nam. Đây là đỉnh núi cao nhất trong dãy núi Cascade và vành đai núi lửa Cascade với độ cao 14.410 foot (4.392 m). Ngọn núi này và khu vực xung quanh được bảo vệ trong Vườn quốc gia núi Rainier. Núi Rainier có tổng cộng 26 sông băng lớn. Đỉnh núi có 2 miệng núi lửa, mỗi miệng có đường kính hơn 1.000 foot (300 m) và miệng núi ở phía đông rộng hơn chồng lấn miệng núi lửa phía tây. Hơi nóng từ địa nhiệt ở miệng núi lửa giữ cho các khu vực miệng núi và hai bên rìa không có băng tuyết và tạo ra một mạng lưới hang băng bên trong các miệng núi có phủ băng. Một hồ miệng núi lửa nhỏ, là hồ nằm ở độ cao lớn nhất Hoa Kỳ, nằm ở phần thấp hơn của miệng phía tây bên dưới độ sâu 160 foot (50 m) phủ băng chỉ có thể đến được thông qua các hang động băng.